# Stara Łomnica (kolonia)
Stara Łomnica – kolonia w Polsce położona w województwie dolnośląskim, w powiecie kłodzkim, w gminie Bystrzyca Kłodzka.
W latach 1975–1998 miejscowość administracyjnie należała do województwa wałbrzyskiego.